# Droga główna nr 29 (Szwajcaria)
Droga główna nr 29 (niem. Hauptstrasse 29) - droga krajowa we wschodniej Szwajcarii. Jedno-jezdniowa arteria prowadzi z Sankt Moritz na przełęcz Bernina (2323 m n.p.m.), a następnie do przejścia granicznego z Włochami. Zjazd z przełęczy w kierunku Włoch ma 12% spadku i ciągnie się licznymi serpentynami. Wzdłuż trasy poprowadzono linię kolejową.